# Sanfilippodytes malkini
Sanfilippodytes malkini är en skalbaggsart som först beskrevs av Hatch 1951.  Sanfilippodytes malkini ingår i släktet Sanfilippodytes och familjen dykare. Inga underarter finns listade i Catalogue of Life.